# Vom Beruf unserer Zeit
Vom Beruf unserer Zeit für Gesetzgebung und Rechtswissenschaft ist eine berühmte Streitschrift Friedrich Carl von Savignys von 1814, in der sich dieser gegen Thibauts Schrift Über die Notwendigkeit eines allgemeinen bürgerlichen Rechts für Deutschland wandte und damit gegen eine schnelle Kodifikation des deutschen Privatrechts. Die Kontroverse ging als „Kodifikationsstreit“ in die Rechtsgeschichte ein.

## Historischer Hintergrund
Beide Schriften erschienen 1814 vor dem Hintergrund der damaligen Rechtsunsicherheit nach dem Ende des Heiligen Römischen Reiches und vor der Gründung des Deutschen Bundes und der herrschenden Kleinstaaterei. Thibaut wollte die deutsche Einheit durch ein allgemeines deutsches Gesetzbuch befördern und vertrat damit die demokratisch-liberale Richtung.

## Inhalt
Savigny trat Thibauts Forderung entgegen und begründete dies damit, es sei nicht Aufgabe des Gesetzgebers, Recht zu erzeugen; vielmehr hemme der Gesetzgeber dadurch die Fortbildung des Rechts.
Als Begründung vertrat Savigny eine an Herder angelehnte Volksgeistlehre. Danach habe jedes Volk schon immer, genau wie seine spezielle Sprache, mit seiner Kultur auch sein eigenes Recht gehabt. Dieses lebe im Volksgeist und zeige sich im praktizierten Gewohnheitsrecht. 
Jedes Volk ist demnach in seiner kulturellen Entwicklung einem dreistufigen Prozess unterworfen. Zunächst lebten junge Völker das Gewohnheitsrecht direkt, ohne Notwendigkeit juristischer Bearbeitung. Mit steigender Kultur komme es bei Völkern in der mittleren Phase im Zuge der zunehmenden Komplexität der Lebensverhältnisse zu einer Arbeitsteilung. Das immer noch im Volk gelebte Gewohnheitsrecht werde jetzt von Juristen technisch und logisch fortgebildet. Dabei sollten diese sich nur an den historischen Rechtsquellen und am existierenden Volksgeist orientieren. In der dritten Phase, bei absteigender Kultur, gehe die Äquivalenz von im Volksgeist existierendem Recht und von juristisch erzeugten Recht verloren. Das Recht der Juristen verselbstständige sich; die notwendige Kenntnis der Quellen sowie die Techniken zu deren Studium gingen verloren.
Savigny ordnete Gesetzgeber und Juristenstand seiner Zeit in die dritte Phase der kulturellen Entwicklung ein. Er sprach ihnen die Befähigung, also den „Beruf“ für „Gesetzgebung und Rechtswissenschaft“ ab. Um ein einheitliches deutsches Gesetzbuch zu schaffen, sei zunächst ein gründliches Studium der Rechtsquellen notwendig. Diese seien Gewohnheitsrecht, die großen Kodifikationen und insbesondere die römische Rechtskultur. Erst wenn von den einzelnen Rechtsnormen ausgehend die hinter ihnen liegenden Rechtsprinzipien gefunden seien, könne man mittels dieser ein deutsches Gesetzbuch kodifizieren.
Implizit setzte sich Savigny damit für die Wiederherstellung des Status quo vor Einführung des Code Napoléon in Deutschland ein und lehnt jegliche naturrechtlich argumentierende Gesetzgebung ab. Denn einzige Rechtsquelle sei letztlich das immer schon in Normen existierende Gewohnheitsrecht und seine Fixierungen in Gesetzesbüchern. Aufgabe des Juristen sei es, entgegen der naturrechtlichen Methode, von den speziellen Rechtssätzen ausgehend die allgemeinen Prinzipien des Rechts freizulegen. Naturrechtler und teilweise auch die von Savigny abgelehnten Kodifikationen gehen dagegen von mit der Natur oder der Vernunft gegebenen allgemeinen Prinzipien aus und leiten daraus entsprechende spezielle Rechtssätze ab.

## Ergebnis
Savigny setzte sich mit der in dieser Schrift vertretenen Ansicht durch. Durch seinen Impuls gründete sich die Historische Rechtsschule. Ergebnis war das Aufschieben der Schaffung eines allgemeinen deutschen Gesetzbuches bis zum Inkrafttreten des BGB am 1. Januar 1900, in dem sich die von Savigny idealisierte römische Rechtskultur und die in der deutschen Jurisprudenz des 19. Jahrhunderts herrschende Pandektenwissenschaft niederschlug.

## Rezeption
„Vom Beruf unserer Zeit“ ist zu einer gängigen Wendung geworden, die Juristen für die Titel von Veröffentlichungen benutzen, um auf gesetzgeberische Miss- oder Ausstände hinzuweisen, beispielsweise ein Aufsatz von Werner Flume, in dem er die Änderungen des BGB durch das Fernabsatzgesetz kritisierte (in: ZIP 2000, S. 1427).

## Ausgaben
- Friedrich Carl von Savigny: Vom Beruf unserer Zeit für Gesetzgebung und Rechtswissenschaft (= Pandektenrecht. Bd. 54). Mohr und Zimmer, Heidelberg 1814 (Digitalisat und Volltext im Deutschen Textarchiv; Digitalisat der BSB München: urn:nbn:de:bvb:12-bsb10740690-6; Digitalisat der UB Heidelberg: urn:nbn:de:bsz:16-diglit-114517). Nachdruck: Keip Reprint, Goldbach 1997, ISBN 3-8051-0683-1).
- Hans Hattenhauer (Hrsg.): Thibaut und Savigny. Ihre programmatischen Schriften. Mit einer Einführung. Vahlen, München 1973, ISBN 3-8006-0401-9 (2., erweiterte Auflage 2002).